# Schleicher (Familienname)
Schleicher ist ein deutscher Familienname.

## Namensträger
- Adolf Schleicher (1887–1982), deutscher Maler und Kunstpädagoge
- Andreas Schleicher (* 1964), deutscher Statistiker und Bildungsforscher
- Arnulf Schleicher (1906–1952), deutscher römisch-katholischer Geistlicher, Benediktinermönch, Missionar und Märtyrer
- August Schleicher (1821–1868), deutscher Sprachwissenschaftler
- Barbara Schleicher-Rothmund (* 1959), deutsche Landespolitikerin (Rheinland-Pfalz, SPD)
- Bernd Schleicher (1947–2023), deutscher Politiker (SPD), MdL
- Bettina Schleicher (* 1959), deutsche Rechtsanwältin und Frauenrechtlerin
- Carl Schleicher  (1825–1903), österreichischer Maler
- Carl Wilhelm Schleicher (1857–1938), deutscher Architekt
- Dierk Schleicher (* 1965), deutscher Mathematiker
- Eberhard Schleicher (1926–2007), deutscher Kaufmann und Unternehmer
- Elisabeth von Schleicher (Elisabeth von Hennigs; 1893–1934), deutsche Ehefrau des Reichskanzlers und Generals Kurt von Schleicher
- Eugen Schleicher (1898–nach 1958), deutscher Zeitschriftenverleger
- Ferdinand Schleicher (1900–1957), deutscher Bauingenieur und Hochschullehrer
- Franz Karl Schleicher (1756–1815), deutscher Geodät, Kriegswissenschaftler und Hochschullehrer
- Friedrich Schleicher (1796–1839), deutscher Verwalter, Amtsschreiber, Bürgermeister und Politiker
- Georg Schleicher (1893–1976), deutscher Bildhauer und Musiker
- Gustav Schleicher (1823–1879), deutschamerikanischer Ingenieur, Unternehmer, Rechtsanwalt und Politiker
- Gustav Schleicher (Maler) (1887–1973), deutscher Maler und Architekt
- Hans Schleicher (Forstwissenschaftler) (1910–1973), deutscher Forstwissenschaftler
- Hans Schleicher (Unternehmer) (1934–2018), deutscher Unternehmer und Firmengründer
- Hans Schleicher (Jurist) (1938–2018), deutscher Jurist, Autor und Herausgeber
- Hans Schmidt-Schleicher (1882–1975), deutscher Immunologe, siehe Hans Schmidt (Mediziner)
- Hans-Georg Schleicher (1943–2024), deutscher Diplomat und Afrika-Historiker
- Harald Schleicher (* 1951), deutscher Filmemacher, Filmwissenschaftler und Künstler
- Helmut Reinhart Schleicher (* 1947), deutscher Petrologe, Mineraloge und Hochschullehrer
- Johann Christoph Schleicher (1768–1834), Schweizer Botaniker
- Jörgfried Schleicher (* 1960), deutscher Radrennfahrer
- Josef Schleicher (1960–2016), russlanddeutscher Historiker, Journalist, Vermittler der russlanddeutschen Kulturgeschichte
- Karl Schleicher (1875–1914), deutscher Verwaltungsjurist und Bürgermeister
- Klaus Schleicher (1935–2011), deutscher Erziehungswissenschaftler
- Kurt von Schleicher (1882–1934), deutscher General und Reichskanzler
- Kurt Schleicher (1891–1974), deutscher Unternehmer und Metallfabrikant
- Lennart Schleicher (1921–2015), deutscher Paläontologe
- Leonhard Schleicher (Unternehmer) (1526/1536–1606), deutscher Unternehmer, siehe Schleicher (Familie) #Ursprünge
- Leonhard Schleicher (Bürgermeister) (1619–1680), deutscher Unternehmer und Bürgermeister von Aachen
- Lonny von Schleicher (1919–2014), deutsche Zeitzeugin und Referentin, Stieftochter von Kurt von Schleicher
- Marielies Schleicher (1901–1996), deutsche Landespolitikerin (Bayern, CSU)
- Markus Schleicher (Gewerkschafter) (1884–1951), deutscher Gewerkschafter und Politiker (SPD)
- Markus Schleicher (Radsportler) (* 1967), deutscher Radrennfahrer
- Mathias Leonhard Schleicher (1830–1872), deutscher Steinmetz
- Maury Schleicher (1937–2004), US-amerikanischer American-Football-Spieler
- Nikita Dmitrijewitsch Schleicher (* 1998), russischer Wasserspringer
- Peter Schleicher (1945–2015), österreichischer Sänger und Musiker
- Peter Schleicher (Organist) (* 1985), deutscher Organist, Kirchenmusiker und Hochschullehrer
- Regina Schleicher (* 1974), deutsche Radrennfahrerin
- Regina Schleicher (Übersetzerin) (* 1965), deutsche Romanistin
- Rolf Schleicher (1930–2019), NVA-Offizier
- Rudolf Schleicher (1897–1989), deutscher Ingenieur
- Rüdiger Schleicher (1895–1945), deutscher Jurist und Widerstandskämpfer
- Sibylle Schleicher (* 1960), österreichische Schauspielerin, Lyrikerin, Schriftstellerin und Sängerin
- Stefan Schleicher (* 1943), österreichischer Wirtschaftswissenschaftler
- Thomas Schleicher (1972–2001), österreichischer Judoka
- Tim Schleicher (* 1988), deutscher Ringer
- Ursula Schleicher (* 1933), deutsche Politikerin (CSU)
- Wilhelm Schleicher (Politiker) (1810–1890), deutscher Beamter und Politiker, MdL Waldeck-Pyrmont
- Wilhelm Schleicher (* 1811) (1811–1873), deutscher Bürgermeister und Mitglied der kurhessischen Ständeversammlung
- Wilhelm Schleicher (Bibliothekar) (1925–1985), deutscher Bibliothekar